# Эриксен, Эдель Хетта
Эдель Хетта Эриксен (норв. Edel Hætta Eriksen, 17 октября 1921, Кёутукейну, Финнмарк — 13 августа 2023) — северносаамская школьная учительница и норвежский политик.

## Биография
Эдель Хетта Эриксен родилась 17 октября 1921 года в Гуовдагеайдну-Кёутукейну в семье Клемета Клеметсена Хетты и акушерки Берит Карен Олсдаттер Эрке. В 1949 году она вышла замуж за Хагбарта Андора Эриксена. Она окончила педагогические школы в Несне и Тромсё, специализировалась на дуоджи и саамах, затем работала школьным учителем в Кёутукейну с 1949 по 1969 год и директором школы с 1969 по 1977 год.
Хетта Эриксен была первым директором Совета по образованию саамов с 1977 по 1989 год. Она была членом правления Норвежской ассоциации саамов с 1968 по 1975 год, членом Союза саамов с 1956 по 1963 год и с 1974 по 1977 год, а также членом Совета искусств Норвегии. В 1988 году она была награждена кавалером I степени ордена Святого Олафа.
Скончалась 13 августа 2023 года в возрасте 101 года.

## Избранные труды
- Låkkangirj’ji sámi-ja dárogillii (2 тома 1965/1970)
- Muitalusat ja dáhpáhusat Guovdageainnus (4 тома 1991—1997)